# Werdermannia
Werdermannia là chi thực vật có hoa trong họ Cải.